# Enseignement supérieur au Togo
L'enseignement supérieur au Togo est placé sous la tutelle du ministère de l'Enseignement supérieur et de la Recherche. Depuis le 25 janvier 2019, le ministre est le Professeur Koffi Akpagana.
En novembre 2013, les autorités togolaises ont lancé le Conseil présidentiel sur l’enseignement supérieur et la recherche afin de repenser l'enseignement supérieur et la recherche scientifique du pays, et de définir un plan stratégique à l'horizon 2025.

## Comment accéder à l'université?
La majorité des formations proposées par les établissements togolais d'enseignement supérieur ne sont accessibles qu'aux bacheliers ou aux titulaires d'un diplôme d'accès aux études universitaires.
Pour l'année universitaire 2013/2014, les frais d'inscription annuels dans les deux universités publiques togolaises s'élèvent à 25 000 francs CFA mais les frais de formation, en fonction du diplôme visé, peuvent atteindre plusieurs dizaines de milliers de francs CFA. En 2014, l'État togolais prévoit de verser 9 milliards de francs CFA de bourses d'études.

## Panorama des filières

### Système LMD
La mise en place du système LMD (Licence-Master-Doctorat) au Togo date de la rentrée 2006 mais il n'a effectivement été déployé qu'en 2009,.

## Étudiants
L'année universitaire 2018-2019, l'université de Lomé a eu un effectif global de 58000 étudiants. Pour l'université de Kara on en comptait 18000 pour l'année 2017-2018.

### Dépense publique annuelle par étudiant
En 2003, la dépense publique moyenne annuelle par étudiant est de 112 dollars US.

## Universités publiques

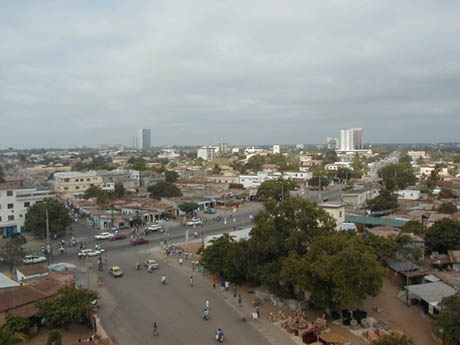
Aperçu de Lomé où se situe la principale université publique du Togo.

Le Togo dispose de deux universités publiques. La plus ancienne est l'université du Bénin créée en 1970 (mais initialement fondée en 1965 sous le nom d'« Institut supérieur du Bénin »). En 2001, la dénomination de cet établissement a changé pour « université de Lomé ».
- Université de Lomé (initialement créée en 1965)
- Université de Kara (créée en 1999 ; ouverte en 2004[18])

### Autres écoles ou instituts publics

#### Écoles supérieures
- Centre international de recherche et d’études de langues
- École nationale d'administration (centres de Lomé et de Kara)

#### École inter-États
- École africaine des métiers de l'architecture et de l'urbanisme

#### Instituts de recherche
- Unité de recherche démographique (URD)
- Institut national de formation agricole (INFA)
- Institut togolais de recherche agronomique (ITRA)
- Institut national de la recherche scientifique (INRS)

## Universités
- Université catholique de l'Afrique de l'Ouest (Unité universitaire du Togo)
- Université des sciences et technologies du Togo
- Université Bilingue Libre du Togo (UBLT)

## Instituts supérieurs privés
- École Supérieure des Affaires (ESA - TOGO)
- École des cadres
- École supérieure des ponts et chaussées[19]
- École supérieure baptiste de théologie de l'Afrique de l'Ouest
- Faculté de théologie des Assemblées de Dieu
- GLOBAL SUCCESS Université (Ecole Supérieure d'Informatique et de Gestion)
- Institut africain d'administration et d'études commerciales
- Institut supérieur de philosophie et des sciences humaines Don Bosco
- ISMAD - IDH (Institut Supérieur de Management et du Développement)
- Institut Polytechnique DEFITECH[20]
- Institut des Hautes Études de Relations Internationales et Stratégiques (IHERIS)[21]
- Institut de Formation aux Normes et Technologies de l'Informatique (IFNTI)